# Intel OverDrive
L'Intel OverDrive è un microprocessore monolitico general purpose x86 dell'Intel Corporation prodotto e commercializzato tra il 1992 e il 1996. In particolare è una variante dei microprocessori Intel i486 destinata all'aggiornamento dei computer che utilizzano i modelli Intel i486SX, Intel i486SX2, Intel i486DX e Intel i486DX2. Aggiornamento che ha come fine quello di aumentare le prestazioni del computer.
Predecessore dell'Intel OverDrive è stato l'Intel RapidCAD. Successore dell'Intel OverDrive è stato l'Intel Pentium OverDrive.

## Descrizione
Sono state prodotte e commercializzate varie versioni di Intel OverDrive. Tutte le versioni sono state progettate per essere montate su socket. Per quanto riguarda invece il package, tutte le versioni utilizzano il CPGA, anche se in due varianti differenti per numero di pin: 168 o 169. La variante a 168 pin è destinata all'aggiornamento dei computer dotati di microprocessore Intel i486 in package CPGA a 168 pin. L'operazione di aggiornamento di tali computer è molto semplice: è sufficiente rimuovere l'Intel i486 e al suo posto inserire l'Intel OverDrive. La variante a 169 pin invece è destinata all'aggiornamento dei computer dotati di microprocessore Intel i486 montato direttamente sul circuito stampato (essendo un surface mounting device). Anche in questo caso l'operazione di aggiornamento del computer è molto semplice ma deve essere stata prevista in fase di progettazione del computer. In particolare in questi computer è presente un socket a 169 pin destinato ad ospitare l'Intel OverDrive.

## Modelli
La tabella sottostante mostra le principali differenze tra i modelli del microprocessore Intel OverDrive. In particolare di ogni modello viene riportato il part number, la frequenza di clock del core e del front-side bus, la quantità di memoria cache incorporata e il numero di piedini presenti nel package.
| part number            | frequenza | frequenza | cache | pin |
| part number            | core      | FSB       | cache | pin |
| ---------------------- | --------- | --------- | ----- | --- |
| ODP486SX-20            | 40 MHz    | 20 MHz    | 8 kB  | 169 |
| ODP486SX-25 SX2ODP50   | 50 MHz    | 25 MHz    | 8 kB  | 169 |
| ODP486SX-33 SX2ODP66   | 66 MHz    | 33 MHz    | 8 kB  | 169 |
| ODP486DX-25 DX2ODP50   | 50 MHz    | 25 MHz    | 8 kB  | 169 |
| ODPR486DX-25 DX2ODPR50 | 50 MHz    | 25 MHz    | 8 kB  | 168 |
| ODP486DX-33 DX2ODP66   | 66 MHz    | 33 MHz    | 8 kB  | 169 |
| ODPR486DX-33 DX2ODPR66 | 66 MHz    | 33 MHz    | 8 kB  | 168 |
| DX4ODP75               | 75 MHz    | 25 MHz    | 16 kB | 169 |
| DX4ODPR75              | 75 MHz    | 25 MHz    | 16 kB | 168 |
| DX4ODP100              | 100 MHz   | 33 MHz    | 16 kB | 169 |
| DX4ODPR100             | 100 MHz   | 33 MHz    | 16 kB | 168 |